# سیارک ۱۹۴۳۶
سیارک ۱۹۴۳۶ (به انگلیسی: 19436 Marycole، نامگذاری:1998FR76) نوزده هزار و چهارصد و سی و ششمین سیارک کشف شده‌است که در ۲۴ مارس ۱۹۹۸ کشف شد.
قدر مطلق سیارک برابر ۱۶.۲ است.